# Лундберг, Анна
Анна Лундберг (швед. Anna Lundberg, полное имя Anna Sofia Elisabet Elg-Lundberg, урождённая Malmgren; 1864—1946) — шведская оперная актриса и театральный режиссёр.
Одна из популярных актрис Швеции на рубеже XIX−XX веков.

## Биография
Родилась 22 марта 1864 года в Йёнчёпинге в семье портного Карла Августа Мальмгрена и его жены Симонии Бекман. С 1888 года была замужем также за актёром и режиссёром Отто Элг-Лундбергом.
Сначала Анна начала заниматься балетом в Шведском королевском театре, затем продолжила учёбу на драматической сцене в том же театре. В период с 1881 по 1891 год выступала в различных театрах и сценах Стокгольма и Гётеборга. У неё была заглавная роль в пьесе Жана-Франсуа Байяра «Le Gamin de Paris», которую она сыграла около 2000 раз во время турне по всему Скандинавскому региону. Успешно выступала в театрах Södra Teatern и Djurgårdsteatern. В числе её известных ролей: заглавная роль в комической опере «Микадо», Амалия в «Разбойниках» Фридриха Шиллера, Эсмеральда в «Нотр-Дам» Виктора Гюго, а также Эмма в «Stabstrumpetaren» Франса Гедберга. У Анны Лундберг также были заглавные роли в опере-комик «Маленький герцог» и оперетте «Мисс Хельетт». Она была одной из самых популярных актрис Швеции на рубеже 19-го и 20-го столетий.

Анна Лундберг в оперетте «Yngste löjtnanten», Södra teatern, 1893.

В начале 1890-х годов актриса она отправилась в Париж, где работала эстрадной артисткой в знаменитом варьете «Фоли-Бержер» под именем «Othie del Rio, chanteuse cosmopolite». Затем она вернулась в Швецию, где стала директором собственной театральной труппы Turné Anna L, а её муж был финансовым директором. Вместе до Первой мировой войны они гастролировали по Швеции, а также по США (в середине 1900-х годов). В этот период Анна Лундберг работала также сценическим педагогом.
До 1914 года Лундберг проводила песенные вечера в небольшом концертном зале Шведской королевской академии наук. С началом войны она отказалась от продолжения артистической карьеры. В 1929 году она опубликовала мемуары «Hur det går till att komma in vid teatern och annat smått och gott».
Умерла 11 июня 1946 года в Стокгольме. Была похоронена на городском кладбище Норра бегравнингсплатсен рядом с мужем.